# Football Kingdom: Trial Edition
Football Kingdom: Trial Edition (フットボールキングダム トライアルエディション, simplement Football Kingdom en France), est un jeu vidéo de simulation footballistique développé et édité par Namco, sorti sur PlayStation 2 le 27 mai 2004 uniquement au Japon.

## Développement
D'après différentes « news » émanant du site web Gamekult, Namco décide de développer un jeu vidéo de football pour deux raisons : d'une part, le studio veut se diversifier dans la branche du jeu vidéo de sport et d'autre part, il souhaite surtout concurrencer la série Winning Eleven – connu sous le nom Pro Evolution Soccer en Europe – et qui connait un succès croissant au Japon. 
C'est pourquoi, Namco commence par recruter de nouveaux développeurs afin de travailler sur les différents projets dont un jeu vidéo de baseball et un de tennis, en plus de Football Kingdom. Dans un choix marketing, le studio choisit aussi de vendre leur produit à environ 4000 yens, soit près de 30 euros ; un prix inférieur à celui de Winning Eleven 7 – vendu Pro Evolution Soccer 3 en Europe – qui avoisine plutôt 60 euros.
Toujours d'après Gamekult, le titre porte les mots "Trial Edition" afin de marquer le retour du studio dans le développement de jeu de football.
Au cours du mois d'avril 2004, le studio dévoile de nombreuses images du jeu.